# Liste des autoroutes du Cameroun
Le réseau des autoroutes camerounaises est constitué actuellement de plusieurs tronçons en cours de construction.
Il s'agira à terme d'un réseau autoroutier interconnecté sous forme d’une étoile, avec deux axes principaux ; Yaoundé-Douala-Limbé d’une part, et Kribi-Bafoussam d’autre part. Les deux itinéraires se rencontrent au nord d'Edéa pour former l’Étoile.

## Tronçons opérationnels

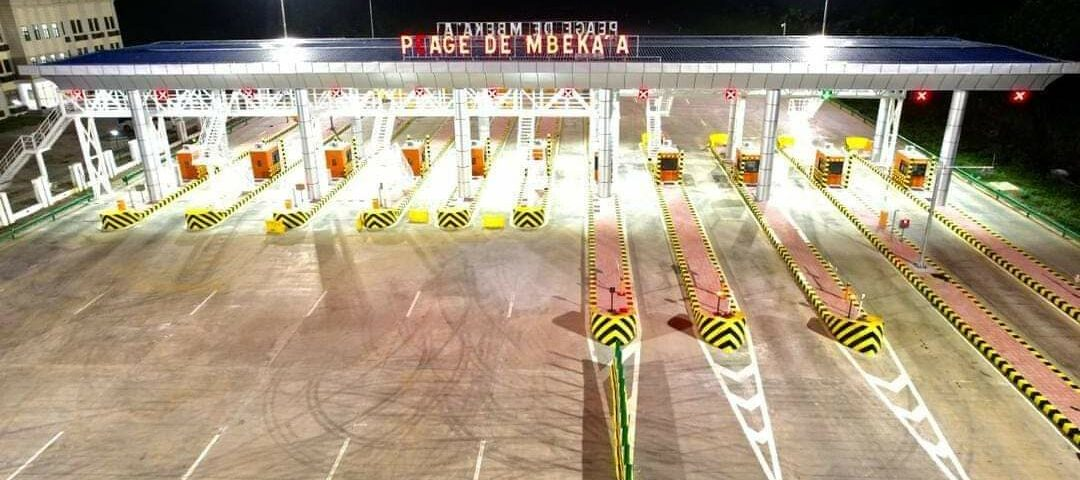
Péage de Mbeka'a

- Kribi - Lolabé : 42 km (Ouverture à la circulation en juillet 2022[2],[3])
  - Le tracé s’étend sur un  linéaire de 38,5 km de section autoroutière en 2x2 voies extensibles à 2x3 voies ainsi que 4,9 km de voies de raccordement en 2x2 voies.
  - L'itinéraire autoroutier démarre au village Mboro et débouche à Bilolo dans l’arrondissement de Kribi 2ème.
  - Les voies de raccordement relient l'autoroute au port de Kribi par une pénétrante de 1,2 km et à la Nationale 7 (Edéa – Kribi) via une voie de 3,7 km partant de la Nationale 22 (Yaoundé - Olama – Kribi).
  - Le coût global de la construction s'est élevé à près 250 milliards de FCFA.
  - L’autoroute est exploitée en système de péage ouvert, à travers un poste de péage automatique (Péage de Mbeka’a) installé au point kilométrique 25.

## Tronçons en cours de construction
- Yaoundé - Bibodi : 60 km
- Yaoundé - Nsimalen : 20 km
- Bibodi - Douala : 136 km

## Tronçons en projet
- Edéa - Lolabé : 50 km
- Douala - Limbé : 70 km[4]
- Edéa - Bafoussam : 140 km